# Fleckenflughuhn

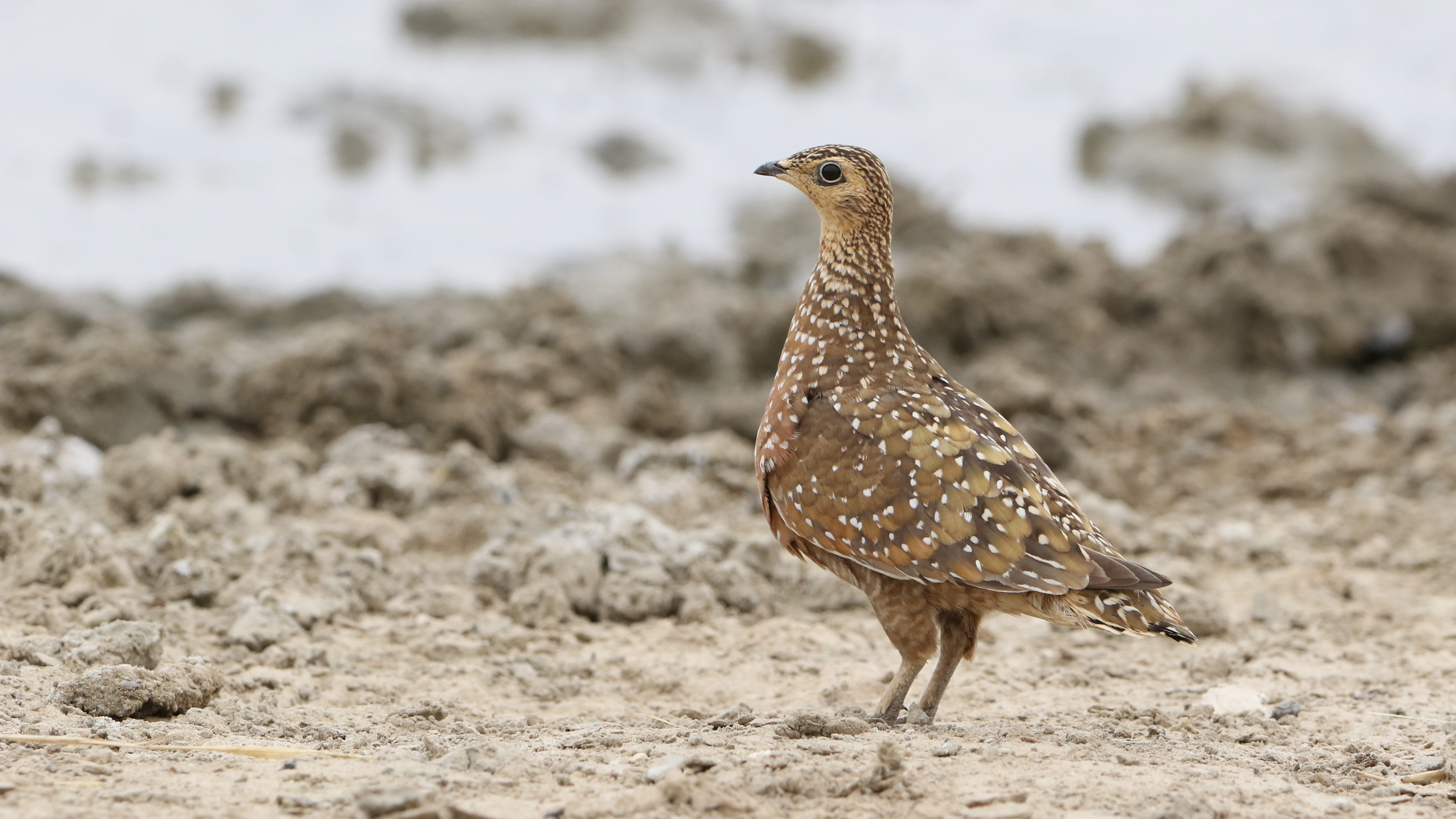
Weibchen

Das Fleckenflughuhn (Pterocles burchelli), auch Tüpfelflughuhn genannt, ist ein im südlichen Afrika beheimatetes Flughuhn und gehört zu den Eigentlichen Flughühnern (Pterocles).
Der Vogel kommt in den Trockenzonen des südlichen Afrikas vor: in Angola, Botswana, Namibia, Sambia, Simbabwe und Südafrika.
Der Lebensraum umfasst hauptsächlich offene trockene, mit kurzem Gras oder Akazien bewachsene Flächen, gerne sandig wie die Kalahari.
Das Artepitheton bezieht sich auf William John Burchell.

## Merkmale
Die Art ist 24–26 cm groß, das Männchen wiegt zwischen 180 und 200, das Weibchen zwischen 160 und 185 g. Es ist ein kleines, kompaktes Flughuhn mit relativ langen Beinen, kurzen, spitz zulaufenden Steuerfedern, rötlicher Färbung und den charakteristischen dicken weißen Flecken auf der zimtfarbenen Brust. Die Flügelunterseite ist dunkelrotbraun, der Augenring gelb, der Schnabel schwärzlich. Die Geschlechter sind ähnlich, Überaugenstreif, Gesichtsseiten, Kinn und Kehle sind beim Männchen blau-grau, beim Weibchen gelblich-bräunlich. Jungvögel ähneln den Erwachsenen weitgehend.
Die Art ist monotypisch.

## Stimme
Der Ruf wird als sanftes „cup-cup, choop-choop“ oder „chow-wheep“ beschrieben. Der Vogel ist weniger ruffreudig als die meisten anderen Flughühner.

## Lebensweise
Die Art gilt als sesshaft. Die Nahrung besteht hauptsächlich aus Pflanzensamen, bevorzugt von Gemüsepflanzen und Fuchsschwanzgewächse wie Lophiocarpus burchelli. Flüssigkeitsaufnahme erfolgt 2 bis 5 Stunden nach Sonnenaufgang, später als das Namaflughuhn (Pterocles namaqua).
Die Brutzeit liegt zwischen April und Oktober während der trockenen Wintermonate. Das Nest ist eine flache Vertiefung meist in der Nähe eines Busches oder Grasbüschels. Das Gelege besteht aus selten 2, meist 3 Eiern.

## Gefährdungssituation
Der Bestand gilt als nicht gefährdet (Least Concern).